# Гитто (епископ Фрайзинга)
Гитто (Хитто; нем. Hitto; умер в 835) — епископ Фрайзинга с 810/811 года.

## Биография
Также как и два его предшественника в сане главы Фрайзингской епархии Гитто был выходцем из знатного баварского рода Хуоси. Вероятно, ещё в детстве он был предназначен для церковной жизни. Первое упоминание о Гитто в современных ему исторических источниках относится к 791 году, а в 794 году он уже был диаконом в кафедральном соборе Фрайзинга. С тех пор его имя неоднократно упоминалось в документах местной епархии.
После смерти епископа Атто, скончавшегося в 810 или 811 году, Гитто стал его преемником в сане главы Фрайзингской епархии. Первое свидетельство о Гитто как епископе датировано 812 годом.
Гитто известен особым попечением над епископским скрипторием, в котором при нём было создано около сорока кодексов. Всего же известно о не менее чем трёх сотнях документов времён Гитто, значительная часть из которых сохранилась. Предполагается, что при Гитто монах и нотарий Козрох составил первую во Фрайзингской епархии книгу пожертвований, в которой привёл тексты дарственных актов с 744 года и до своего времени.
Стараясь укрепить свою власть над паствой, Гитто стремился поставить под свой контроль многочисленные монастыри, находившиеся на территории Фрайзингской епархии. Часть из этих монастырей стараниями епископа перешли под его управление. Среди таких обителей были аббатства Шлирзейское (в 817 году), Шефтларнское (в 821 и 828 годы) и Иннихенское (в 822 году). Сам Гитто около 830 года основал новый монастырь, Вайенштефанский, который населил не монахами, а канониками.
В 834 году Гитто совершил паломничество в Рим, куда прибыл 21 мая. На состоявшейся 1 июля аудиенции у Григория IV епископ получил от папы мощи святого Юстина Исповедника. Согласно средневековым агиографам, перевоз этой реликвии в Баварию сопровождался многочисленными чудесами и исцелениями. Первоначально мощи Юстина находились в Вайенштефанском аббатстве, а около 860 года были перенесены в кафедральный собор Фрайзинга, где находятся и теперь.
Гитто умер в 835 году (в документе от 13 апреля того года он впервые упоминался как уже скончавшийся) и был похоронен в крипте кафедрального собора Фрайзинга. Саркофаг с его останками до сих пор находится в этом храме. Преемником Гитто в сане главы Фрайзингской епархии стал его племянник Эрханберт.